# ماريو خوسيه سيرا
ماريو خوسيه سيرا (بالإسبانية: Mario José Serra)‏ هو كاهن كاثوليكي أرجنتيني، ولد في 12 مارس 1926 في بوينس آيرس في الأرجنتين، وتوفي في 9 يوليو 2005.